# Móricgát
Móricgát je selo u jugoistočnoj središnjoj Mađarskoj.
Zauzima površinu od 32,88 km četvornih.

## Zemljopisni položaj
Nalazi se u regiji Južni Alföld, na 46°38'9" sjeverne zemljopisne širine i 19°40'4" istočne zemljopisne dužine.

## Upravna organizacija
Upravno pripada kiškunmajskoj mikroregiji u Bačko-kiškunskoj županiji. Poštanski broj je 6132.

## Stanovništvo
U Móricgátu živi 554 stanovnika (2002.).

## Vanjske stranice
- (mađ.) Móricgát hivatalos honlapja
- (mađ.) Móricgát a Gyalogló.hu-n  Arhivirana inačica izvorne stranice od 17. siječnja 2010. (Wayback Machine)